# Tyriobapta torrida
Tyriobapta torrida är en trollsländeart som beskrevs av Kirby 1889. Tyriobapta torrida ingår i släktet Tyriobapta och familjen segeltrollsländor. IUCN kategoriserar arten globalt som livskraftig. Inga underarter finns listade i Catalogue of Life.